# Chadaschot
Chadaschot (hebräisch חֲדָשׁוֹת ‚Neuigkeiten, Nachrichten‘) war eine israelische Tageszeitung.

## Geschichte
Chadaschot wurde von Journalisten, die während des Jom-Kippur-Kriegs bei Gallei Zahal arbeiteten, gegründet.
Chadaschot berichtete über die Affäre um die Entführung des Busses 300 von Tel Aviv nach Aschqelon. Nach der Festnahme am 12. April 1984 der vier mit Messern bewaffneten Entführer hatte der Geheimdienstler Ehud Jatom zwei palästinensische Gefangene außergerichtlich getötet. Die Zeitung veröffentlichte ein Foto, das zeigte, dass die beiden Gefangenen zum Zeitpunkt ihrer Festnahme noch wohlauf waren. Zuvor hatte die Armee behauptet, alle vier Entführer seinen in der Befreiung getötet worden. Die Armee wurde so der Lüge überführt und durch Mosche Arens wurde eine Untersuchung eingeleitet. Der Geheimdienst Schabak versuchte die Sachverhalte zu verdunkeln. Die Herstellung der Zeitung wurde vom 29. April bis 1. Mai 1984 durch die Militärzensur unterbunden. 1993 entschied ein Gericht, dies sei unbegründet. Die Affäre zog weitere Kreise, weil die Geheimdienstaufsicht mit der Entlastung des Verantwortlichen Avraham Schalom in  einem Militärgericht nicht einverstanden war und dessen Rücktritt verlangte. Die Rechtsbeirat der Regierung schaltete sich ein, ein Justizverfahren wurde eingeleitet. Schalom verließ den Geheimdienst im September 1986, er war begnadigt worden. Ministerpräsident Jitzchak Schamir wurde der Auftraggeberschaft der Tötungen bezichtigt. Die späteren Amtsträger Schimon Peres und Jitzchak Rabin hatten das nicht rechtsstaatliche Geheimdienstgebahren offenbar gebilligt.
Chadaschot gab sich anfangs ein junges, linkes, establishment-kritisches Image, wurde im Hebräisch der Jugendlichen mit Anleihen aus dem Slang geschrieben.
Später wurde das Image konservativ, die Auflagen blieben niedrig.
Chadaschot war mit Jedi’ot Acharonot Wettbewerber im Werbe- und Rezipienten-Segment der Abendzeitungen.
Am 29. November 1993 berichtete Amos Schocken von einem kulminierten Verlust von rund 20 Millionen USD und kündigte die Schließung der Zeitung an.
Das Tabloid (430 × 280 mm) Zeitungsformat war farbig bedrucktes Papier, dessen Farbe von Gelb bis Hellbraun changierte.
Für Chadaschot arbeiteten Amnon Dankner, Dudu Gevaals als Kartonist, Dahn Ben-Amotz, Irit Linur sowie Alex Levac als Fotojournalist.